# Alcante
Didier Swysen dit Alcante, né le 21 novembre 1970 à Uccle (région de Bruxelles-Capitale), en Belgique, est un scénariste belge de bande dessinée.

## Biographie
Didier Swysen naît le 21 novembre 1970 à Uccle, une commune bruxelloise,.
Il fait ses humanités à Louvain-la-Neuve au Lycée Martin V. Il se tourne tout d'abord vers des études en sciences économiques. Après ses cinq années (licence et maîtrise) à l'université catholique de Louvain-la-Neuve, il est engagé comme chercheur à l'université d'Anvers pendant quatre ans, avant de travailler plusieurs années comme conseiller dans une grande entreprise publique et dans un cabinet ministériel[Lequel ?][source insuffisante],.
Parallèlement, il débute en tant que scénariste. En 1995, il remporte un concours de scénario supervisé par Raoul Cauvin et il voit ainsi sa première planche publiée dans l'hebdomadaire Spirou,. Il participe au site BDAmateur.com, sur lequel il s'exerce sur des scénarios courts. À partir de 2002, ses histoires courtes sont régulièrement publiées dans Spirou. Il adopte alors le pseudonyme d'Alcante, composé des premières syllabes des prénoms de ses enfants : Alexandre et Quentin.
Pour Dupuis, il écrit Pandora Box, une série de huit albums transposant des mythes grecs dans l'actualité contemporaine. Cette série « multi-dessinateurs » paraît à partir de janvier 2005,. L'intégrale, en deux volumes, parait en 2009,. Puis, à la demande du scénariste Jean Van Hamme, Alcante écrit un album dérivé de la série XIII, Colonel Amos dans la série XIII Mystery, dessiné par François Boucq, un récit qui va connaître une prépublication dans le journal financier Les Échos et une prépublication en couleurs dans Casemate, l'album est publié chez Dargaud Benelux en 2011.
La collaboration avec Jean Van Hamme se poursuit également sur Rani, une série historique se déroulant en Inde au XVIIIe siècle. 
Devenu scénariste à temps plein en septembre 2008, il écrit d'autres scénarios, dans différents registres : le thriller (Jason Brice, Interpol), l’anticipation (Re-Mind), le drame (Quelques jours Ensemble), l’aventure historique (La Fin des Templiers).
Il retrouve Fanny Montgermont pour lequel il écrit le one shot Clair-obscur dans la vallée de la Lune en 2012,,.
En 2014, il entame une collaboration avec les éditions Kennes et adapte pour celles-ci deux séries de romans québécois : La Vie compliquée de Léa Olivier de Catherine Girard-Audet, et Bine / L’incroyable histoire de Benoit-Olivier de Daniel Brouillette.
À partir de 2017, il lance une série historique (trois albums) intitulée LaoWai (Glénat) avec le concours de Laurent-Frédéric Bollée qui coécrit le scénario et Xavier Besse qui réalise le dessin.

### Années 2020
En 2020 est publié le roman graphique La Bombe, racontant en près de 450 pages l'histoire vraie de la bombe atomique, de 1933 à 1945, avec les textes d'Alcante et Laurent-Frédéric Bollée, Denis Rodier étant l'illustrateur,. L'ouvrage fait notamment partie de la sélection pour le grand prix de la critique 2021. L'album remporte le Prix Cases d'Histoire 2020 et le prix de la critique ACBD de la BD québécoise 2020. Lors de la remise des Prix Atomium en 2021, l'ouvrage gagne le Prix Cognito de la BD historique.
Depuis 2022, il cosigne avec Fabien Rodhain Les Damnés de l'or brun pour le dessinateur Francis Vallès. La série compte deux tomes en 2024.
S'associant avec Steven Dupré (dessin), il signe le scénario d'une adaptation en bande dessinée des Piliers de la Terre de Ken Follett ; la série est prévue en six volumes, dont le premier paraît en 2023 chez Glénat,. Le deuxième tome fait écrire au chroniqueur Henri Filippini sur le site BDzoom : « Adaptation rigoureuse de l’œuvre par Didier Alcante, d’après la traduction effectuée par Jean Rosenthal en 1990. » en 2024. À l'occasion de l'exposition à la Galerie Champaka à Bruxelles, Jean Bernard  journaliste du quotidien La Libre Belgique écrit que cela faisait 30 ans que Follett refusait les adaptations en bande dessinée de son œuvre.
La même année, il sort le one shot G.I. Gay avec le dessinateur Bernardo Muñoz dans la collection « Aire libre » des éditions Dupuis. Cet ouvrage traite de l'homosexualité dans l'armée américaine pendant la Seconde Guerre mondiale,,,,. Il écrit aussi, en collaboration avec Fabien Rodhain, l'histoire du whisky japonais dans Whisky San pour la dessinatrice Alicia Grande.
En termes d'influences, Alcante s’inspire des grands scénaristes tels Patrick Cothias, Makyo, Alan Moore ou Jean Van Hamme, ses influences sont également celles des Contes et Légendes de tous pays, qu'il a dévorés étant enfant.

### Vie privée
Alcante vit en 2022 à Bruxelles avec son épouse et ses deux enfants. Outre la bande dessinée, ses centres d'intérêt sont le cinéma, les séries télévisées, les jeux de rôle, l’histoire et la politique. C'est un sportif qui aime voyager.

## Œuvres

### One shots
- Quelques jours ensemble[78], Dupuis, coll. « Aire libre », Marcinelle, décembre 2008
Scénario : Alcante - Dessin et couleurs : Fanny Montgermont -  (ISBN 978-2-8001-4109-1)

- Les Gardiens des Enfers[79], Glénat, Grenoble, 9 juin 2010
Scénario : Alcante et Fabien Rodhain - Dessin : Matteo - Couleurs : Chiara Fabbri Colabich, Matteo -  (ISBN 978-2-7234-7583-9)

- La Conjuration de Cluny[80], Glénat, Grenoble, 7 octobre 2010
Scénario : Alcante - Dessin : Luca Malisan - Couleurs : Paolo Francescutto -  (ISBN 978-2-7234-7695-9)

- Interpol, Bruxelles - L'affaire Patrice Hellers[81],[82], Dupuis, coll. « Grand Public », Marcinelle, septembre 2010
Scénario : Alcante - Dessin : Steven Dupré - Couleurs : Xavi Casals -  (ISBN 978-2-8001-4758-1)

- 4. XIII Mystery, Colonel Amos, Dargaud Benelux, Bruxelles, 2011
Scénario : Alcante - Dessin : François Boucq - Couleurs : Bérengère Marquebreucq et François Boucq -  (ISBN 978-2-505-01155-2),un thriller dont le tirage à parution est de 200 000 exemplaires ; source Gilles Ratier

- Clair-obscur dans la vallée de la Lune[83],[84],[85], Dupuis, coll. « Aire libre », Marcinelle, 2 mars 2012
Scénario : Alcante - Dessin et couleurs : Fanny Montgermont -  (ISBN 978-2-8001-4916-5)

- 3. Carthago Adventures, Aipaloovik, Les Humanoïdes associés, Paris, 28 janvier 2015
Scénario : Christophe Bec, Alcante - Dessin et couleurs : Brice Cossu, Alexis Sentenac -  (ISBN 978-2-7316-5203-1)

- Star Fuckers[86],[87], Kennes éditions, Loverval, 18 janvier 2017
Scénario : Alcante, Gihef - Dessin : Dylan Teague - Couleurs : Véra Daviet -  (ISBN 978-2-87580-312-2)

- Boldhür, Kennes éditions, Loverval, 27 septembre 2017
Scénario : Alcante - Dessin : Corentin Longrée - Couleurs : Mathieu Barthélémy -  (ISBN 978-2-87580-435-8)

- La Bombe, co-scénario de Laurent-Frédéric Bollée, dessins de Denis Rodier, Glénat, 2020.

- La Diplomatie du ping-pong[88],[89], Delcourt, coll. « Coup de tête », Paris, 2 mai 2024
Scénario : Alcante - Dessin et couleurs : Alain Mounier -  (ISBN 978-2-413-04827-5)

- Whisky San[90],[91],[92],[93], Bamboo, coll. « Grand Angle », Charnay-lès-Mâcon, 28 février 2024
Scénario : Alcante et Fabien Rodhain - Dessin : Alicia Grande - Couleurs : Tanja Wenisch -  (ISBN 978-2-8189-8867-1)

- G.I. Gay[94],[95],[96], Dupuis, coll. « Aire libre », Marcinelle, 6 septembre 2024
Scénario : Alcante - Dessin et couleurs : Bernardo Muñoz -  (ISBN 979-10-34747-38-2)

### Nouvelles
Didier Swysen est également l’auteur d’un scénario de jeu de rôle (écran de fumée) publié par le fanzine Chrysopée, ainsi que de deux nouvelles (Un monde virtu-Wal, publié dans Le Soir, et Neuf boules pour une balle, publié dans Le Soir Magazine).

## Prix et distinctions
- 2006 :  prix du meilleur album des lycéens de Guadeloupe pour Pandora Box T1, partagé avec Didier Pagot[97] ;
- 2010 :  prix du meilleur album des lycéens de Rhône-Alpes pour Quelques jours ensemble, partagé avec Fanny Montgermont[98] ;
- 2014 :  prix du meilleur album du festival BD Buc, avec Milan Jovanović (dessin) pour Ars Magna T1[99] ;
- 2017 : 
  -  prix du meilleur album du festival BD Buc, avec Xavier Besse (dessin) et L.-F. Bollée (co-scénario) pour Laowai T1[100] ;
  -  prix Marine Bravo Zulu (catégorie BD), avec Xavier Besse (dessin) et L.-F. Bollée (co-scénario) pour Laowai T1[101] ;
- 2020 :
  -  prix BD Carrefour, avec Laurent-Frédéric Bollée (co-scénario) et Denis Rodier (dessin) pour La Bombe[102] ;
  -  prix des rédacteurs de Sceneario, avec Laurent-Frédéric Bollée et Denis Rodier pour La Bombe[103] ;
  -  BDGest'Art du Meilleur Récit Court Europe 2020, avec Laurent-Frédéric Bollée et Denis Rodier, pour La Bombe[104] ;
  -  prix Cases d'Histoire 2020, avec Laurent-Frédéric Bollée (co-scénario) et Denis Rodier (dessin), pour La Bombe[105] ;
  - prix de la critique ACBD de la BD québécoise 2020, avec Laurent-Frédéric Bollée (co-scénario) et Denis Rodier (dessin), pour La Bombe[106] ;
- 2021 :
  -  Premier Grand prix « Les Galons de la BD » décerné en avril 2021 par le ministère des Armées, avec Laurent-Frédéric Bollée et Denis Rodier, pour La Bombe[107],[108] ;
  -  prix Cognito de la BD historique partagé avec L.F. Bollée et Denis Rodier pour La Bombe[25].

#### Livres
: document utilisé comme source pour la rédaction de cet article.
- Philippe Mellot, Michel Denni, Laurent Turpin et Isabelle Morzadec, Trésors de la bande dessinée : BDM 2021-2022 - Catalogue encyclopédique et Argus, Paris, Les Arènes, novembre 2020, 22e éd., 1700 p., ill. ; 23 cm (ISBN 9791037502582, OCLC 1240308146, présentation en ligne), p. 72, 138, 167, 211, 249, 258, 275, 279, 315, 466, 580, 640, 833, 930, 946, 956, 1070, 1230. .

#### Périodiques
- Alcante (interviewé par Jean-Pierre Fuéri), « Entretien : Amos, mon plus beau cadeau de Noël ! - Entretien avec Alcante », Casemate, no 40,‎ août-septembre 2011 (ISSN 1964-504X).

#### Articles
- Alcante (interviewé par Nicolas Anspach), « Alcante (Rani, Jason Brice) : "Je n’ai pas hésité une seule seconde à adapter en BD une histoire de Jean Van Hamme" », ActuaBD,‎ 4 janvier 2010 (lire en ligne, consulté le 21 décembre 2022).
- LF Bollée et Alcante (interviewés par Charles-Louis Detournay), « Interviews : LF Bollée et Alcante : « Dans "Golgotha", notre dimension christique/biblique est carrément fantastique » », ActuaBD,‎ 31 mars 2021 (lire en ligne, consulté le 21 octobre 2024).
- Didier Alcante (interviewé), « Interview de Didier Alcante, à propos des « Piliers de la Terre » », La Mouette hurlante,‎ 31 octobre 2023 (lire en ligne, consulté le 24 juillet 2024).
- Alcante (interviewé par Bruce Rennes), « Didier Alcante : «J’aime savoir si l’alchimie d’une planche fonctionne » », Les Amis de la BD,‎ 3 décembre 2024 (lire en ligne, consulté le 21 janvier 2025).

### Vidéographie
- [vidéo] « LCR - Alcante », sur YouTube, 19 février 2024, émission de télévision présentée par David Courier diffusée sur BX1.
- [vidéo] « “Connaissez-vous” Catel, Didier Alcante et Benoist Simmat ? », sur YouTube, émission de télévision présentée par Fabrice Grosfilley diffusée sur BX1 le 22 septembre 2024.